# Älgtjärnen (Torps socken, Medelpad)
Älgtjärnen är en sjö i Ånge kommun i Medelpad och ingår i Ljungans huvudavrinningsområde.